# Tippecoa infans
Tippecoa infans is een vlinder uit de familie van de snuitmotten (Pyralidae). De wetenschappelijke naam van de soort is voor het eerst geldig gepubliceerd in 1914 door Harrison Gray Dyar. Het holotype werd verzameld in Teapa in de Mexicaanse staat Tabasco in december 1912.